# Cernobîl. Zona de excludere
Cernobîl. Zona de excludere (în rusă Черно́быль. Зо́на отчужде́ния) este un serial rusesc de mister care a fost difuzat pe canalele de televizune rusești TNT și TV-3.
Premiera primului sezon al serialului a avut loc la data de 13 octombrie 2014, pe canalul TNT, iar premiera celui de-al doilea sezon, pe 10 noiembrie 2017, pe canalul TV-3.
După difuzarea celor două sezoane, povestea nu s-a încheiat, în loc de sezonul 3 al serialului, producția a realizat 3 filme, care au 3 finaluri diferite. Acestea au avut premiera pe 19 septembrie 2019, 26 septembrie 2019 și, respectiv, pe 3 octombrie 2019.

## Distribuție
| Actor               | Rol             |
| ------------------- | --------------- |
| Konstantin Davidov  | Pavel           |
| Sergey Romanovich   | Lesha           |
| Valerya Dmitrieva   | Nastya          |
| Kristina Kazinskaya | Anya            |
| Anvar Halilulaev    | Gosha           |
| Ilya Sherbinin      | Igor            |
| Evgeny Stychkin     | Sergey Kostenko |

## Vezi și
- Cernobîl (serial)